# AUX端子
AUX端子とは、外部機器を接続し音声信号を出入力する端子のこと。「補助」「予備」などの意味の英語 auxiliary（オーグジリャーリ、オーグジリアリ） の略で、一般に入力端子をAUX IN、出力端子をAUX OUTと表記する。
さまざまな種類の外部機器に備わっている音声出入力端子に接続した音声接続コードを、AUX端子がある音声機器へと接続して音声を出入力し、聞いたり音声を収録したりする為の音声接続端子である。主にオーディオ機器に備えられているほか、カーオーディオにもこの端子を備えたものがある。
これとは別に、電子ピアノなどには「AUX OUT」としてスピーカーなどの外部機器に音声を出力する機能がある製品が存在する。
日本では「AUX」に統一された読み方はないとされ、エーユーエック、オックス、オークス、アウクス、オキジャリ、オギジャリ、など、様々な呼び方が見られる。